# Schatzkammer (Wawel-Kathedrale)

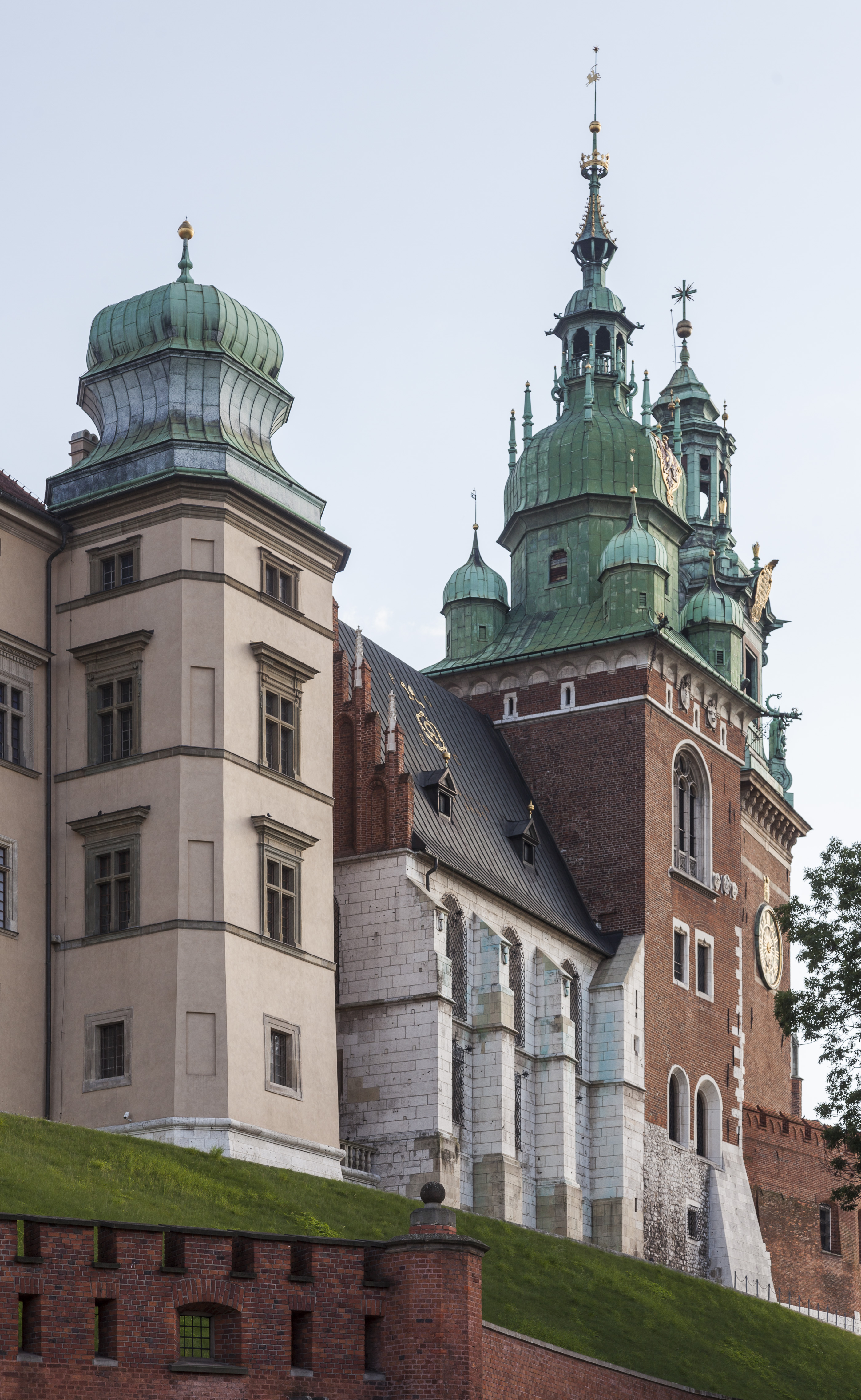
Schatzkammer zwischen Wawel-Schloss und Sigismundus-Glockenturm

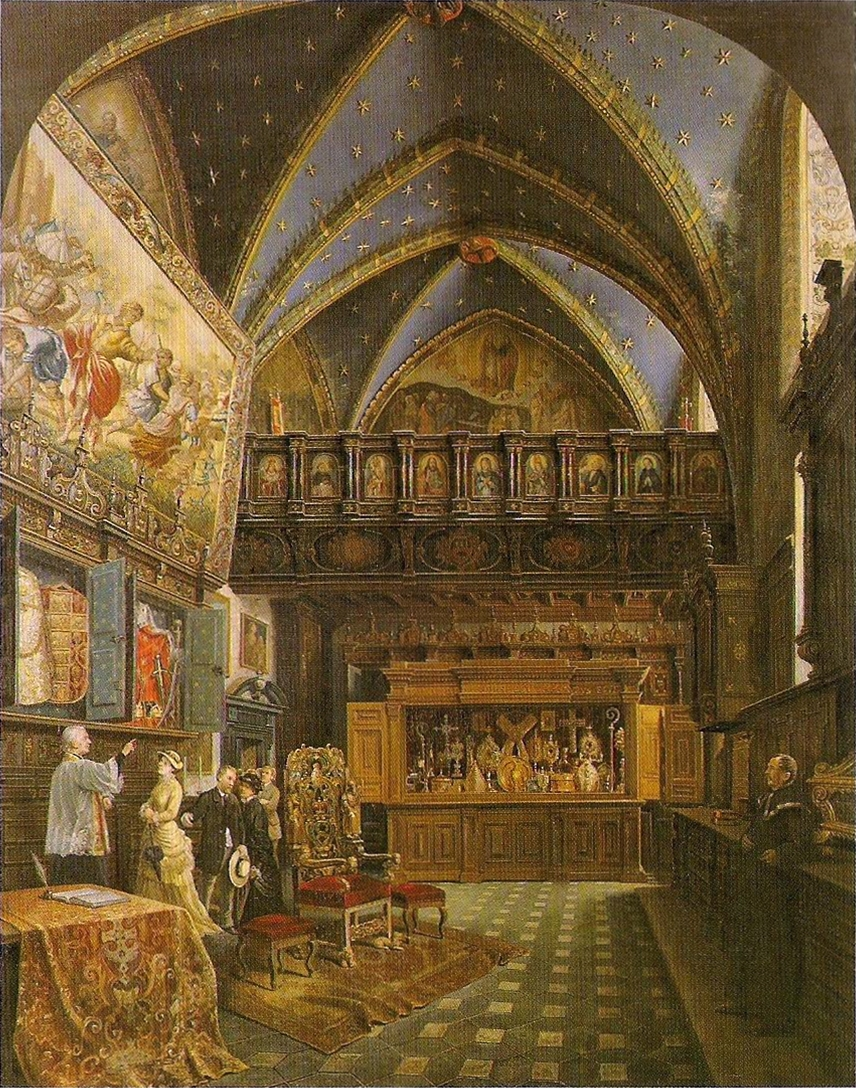
Innenraum, gemalt von Saturnin Świerzyński 1883

Die Schatzkammer ist ein gotisches Gebäude, das nordöstlich an die Krakauer Kathedrale angebaut und mit dieser über die Sakristei im nördlichen Chorumgang verbunden ist.

## Geschichte
Das älteste erhaltene Inventar der Schatzkammer der Wawel-Kathedrale stammt von 1101 und wurde von Bischof Czasław in Auftrag gegeben. Der Kathedralschatz enthielt damals 303 Kunstgegenstände. Im nächsten Inventar von 1110 von Bischof Maurus ist auch der Bestand der Kathedralbibliothek enthalten. Der Kathedralschatz wuchs durch zahlreiche Gaben von Königen, Bischöfen und Mahnten. Er wurde jedoch auch öfters ab dem 17. Jahrhundert geplündert. In den Jahren von 1488 bis 1500 wurde die heutige Schatzkammer errichtet. Baumeister war Hans Blatfuss aus Koschau. 1901 wurde der Innenraum mit Fresken von Józef Mehoffer gestaltet. Leon Wyczółkowski malte 1907 die Sammlung mit Pastellfarben. Sein Zyklus befindet sich heute im Nationalmuseum Warschau. Die Sammlung selbst traf zum großen Teil 1978 in das Krakauer Kathedralmuseum und ist öffentlich zugänglich.